# Свято-Троицкий храм (Супонь)
Свято-Троицкий храм — православный храм в селе Супонь Узловского района Тульской области. Открыт в 1805 году, действовал до конца 1930-х годов, второе открытие храма состоялось в 1991 году.
Настоятель — протоиерей Игорь Бабухин.

## История
Первый каменный храм был построен в 1805 году на средства помещика Николая Петровича Титова. Главный престол — во имя Святой Троицы, в трапезной устроен был придел во имя иконы Божьей Матери «Казанская».
Храм несколько раз перестраивался и расширялся. В 1874 году начато возведение трапезной комнаты. В 1891 году по проекту архитектора Попова рядом с храмом возведена каменная колокольня.
В 1910 году выстроен новый каменный двухпрестольный храм в одной связи с колокольней во имя Святой Троицы с приделом во имя иконы Божьей Матери «Казанская». Архитектурный стиль Свято-Троицкого храма — византийский или русский.
В храме служили двое псаломщиков и двое священников, которые проживали рядом в домиках на церковной земле. Также в земли храма входили сенокосные и пахотные земельные наделы. При церкви стояли небольшая деревянная часовня, сарай и двухэтажная сторожка. В отличие от остальных храмов, при Свято-Троицкой церкви не было приходской школы, так как было достаточно шести земских школ, действовавших при приходе. Прихожане храма были не только из села Супонь, но и из близлежащих деревень: Хитрово, Бибиково, Кондрово, Пашково и других.
С 1917 года с наступлением советской власти значительно уменьшился приход, а все ценные предметы были из храма изъяты. Село Супонь было переименовано в Красную Коммуну. Окончательное закрытие Свято-Троицкого храма состоялось в 1937 году, когда из храма забрали последнего настоятеля.
Во время Великой Отечественной войны колокольня и трапезная были взорваны, так как они являлись ориентиром при воздушных налётах на железнодорожную станцию Узловая-1.
В послевоенное время оставшаяся часть храма использовалась под зернохранилище, а позднее для хранения удобрений.
С конца 1989 года храм стал постепенно возрождаться. 12 июля 1991 года, в день святых апостолов Петра и Павла, состоялось открытие храма и был отслужен первый молебен.
В 1996 году при храме создан Отдел по взаимодействию с пенитенциарными учреждениями Тульской и Белёвской епархии.
Сохранились копии метрических книг с 1802 года, а исповедные росписи — с 1801 года. Вместо церковно-приходских школ при Троицкой церкви в приходе было 6 земских школ. Так, в 1915 году в селе Супонево в 6-ти домах проживало 34 человека, из них 26 из числа духовенства.
Земли Свято-Троицкого храма занимают площадь 1 га и относятся к особо охраняемым территориям.
В 2019 году стартовали работы по реконструкции колокольни, которые должны будут завершиться к концу 2020 года.

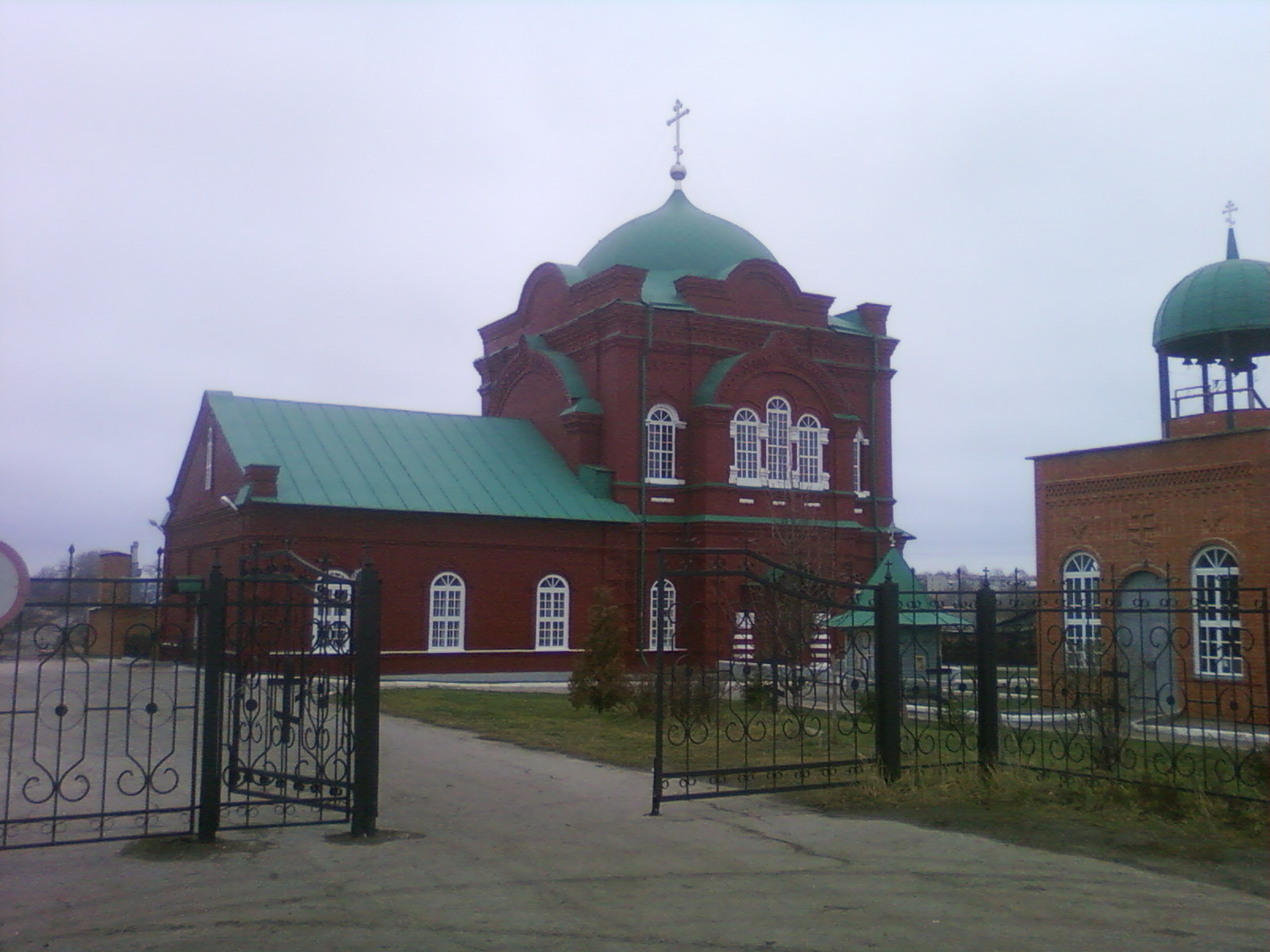
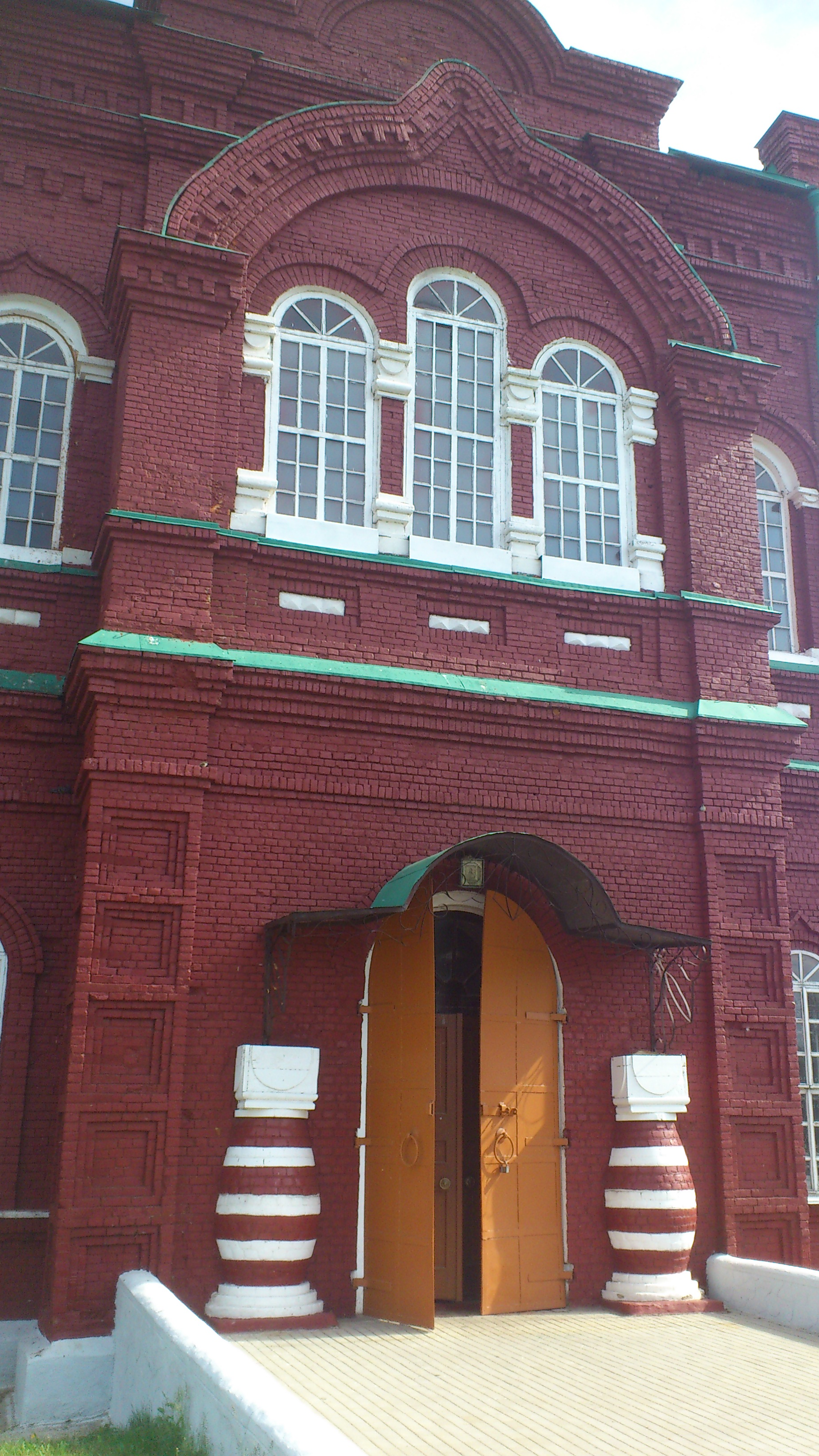
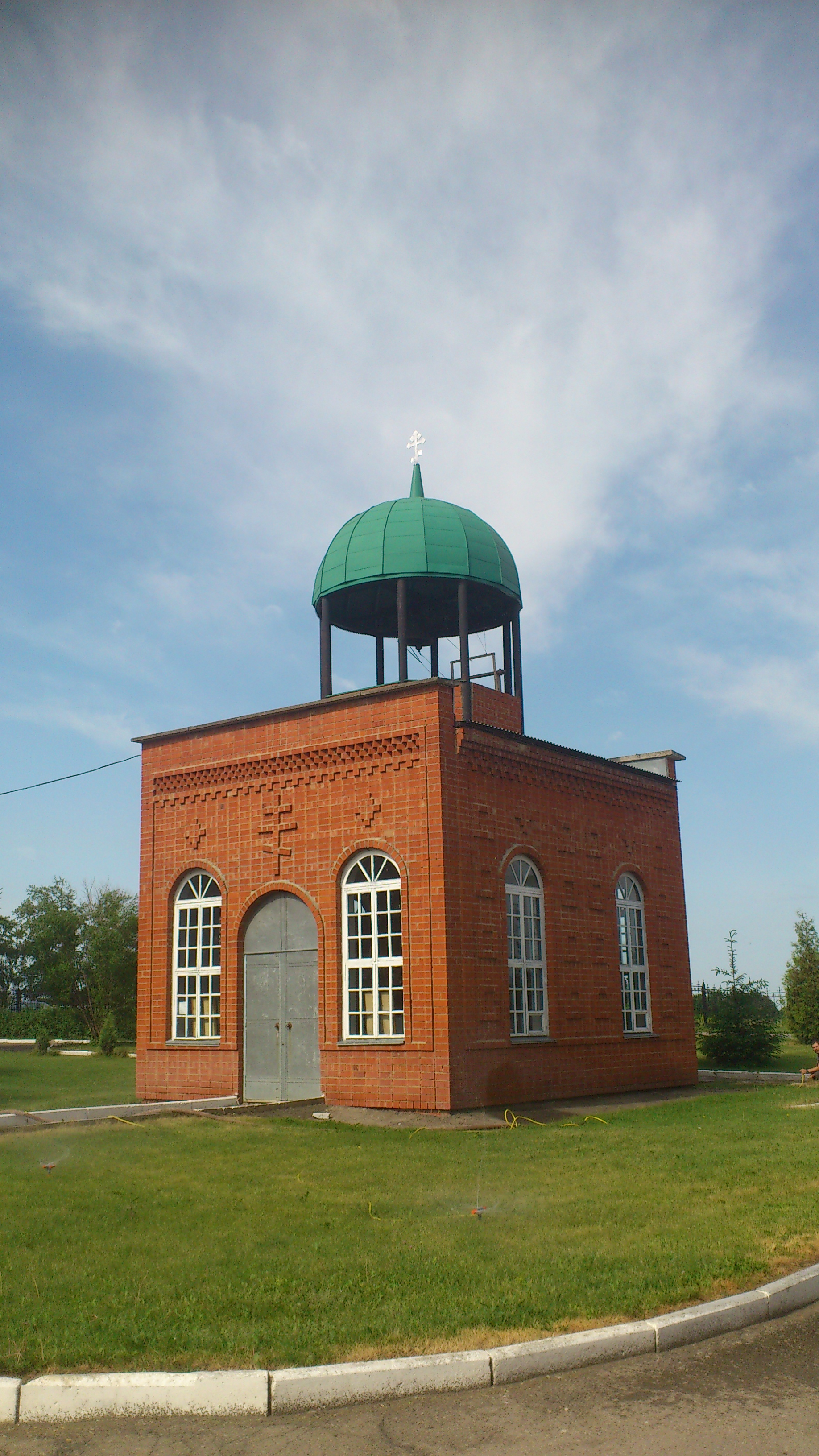
Колокольня.
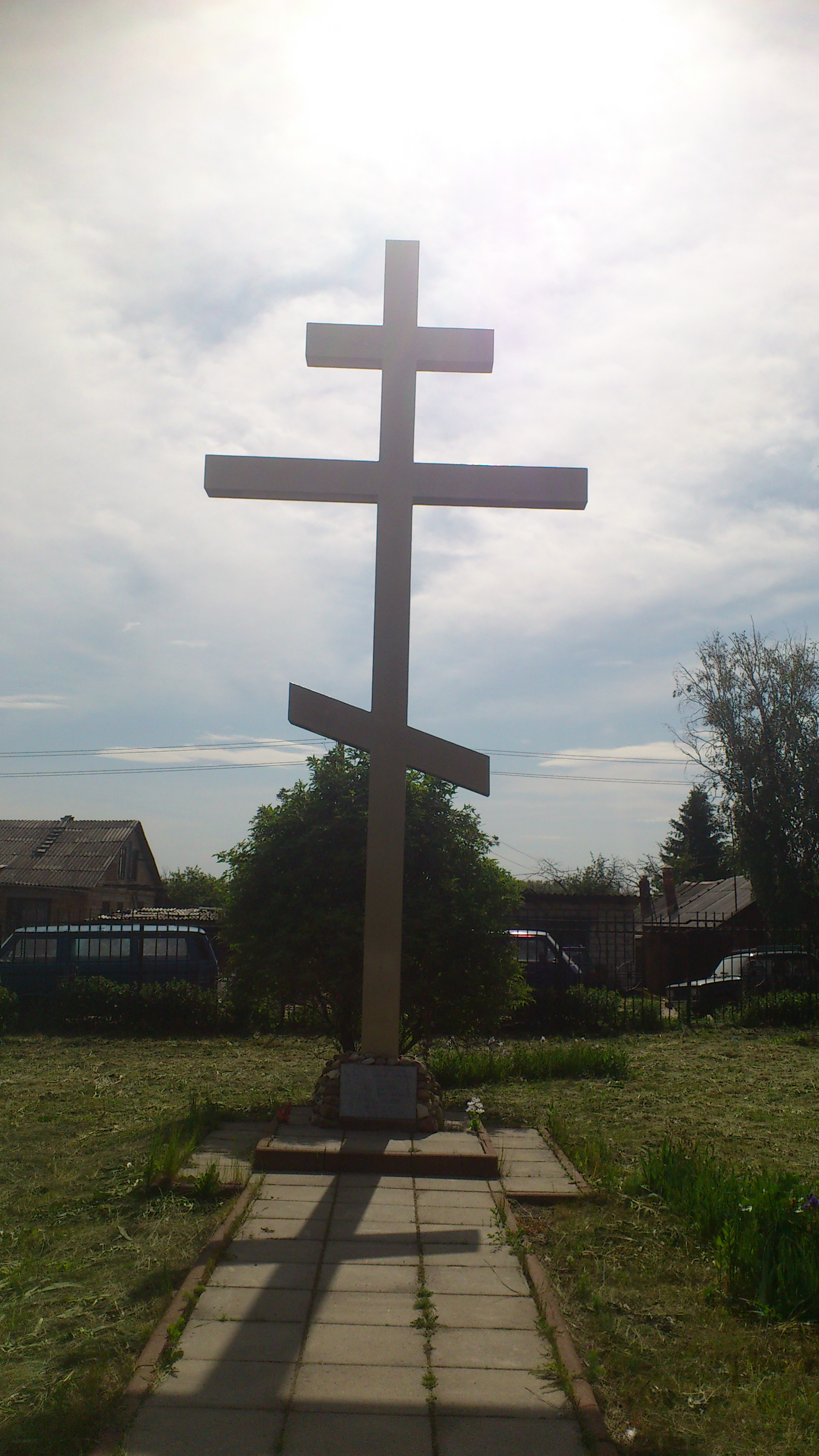
Крест на месте старого кладбища.